# یاک (مونتانا)
یاک (به انگلیسی: Yaak) شهری در ایالت مونتانا کشور ایالات متحده آمریکا است که جمعیت آن در سرشماری سال ۲۰۱۰ میلادی، ۲۴۸ نفر بوده‌است.